# Облога Акри (1291)
Облога Акри — захоплення міста Акра (сучасне Акко в Ізраїлі) військом єгипетських мамелюків в 1291 році. Стала важливою подією в історії хрестових походів, оскільки ознаменувала захоплення одного з небагатьох значних володінь хрестоносців, що на той час ще залишилися під їхнім контролем на Близькому Сході.

## Початок військових дій 1290—1291рр
27 квітня 1289 війська мамелюкського султана Калауна після нетривалої облоги — трохи більше місяця — штурмом оволоділи Триполі. Це стало поворотним моментом в історії падіння всього Єрусалимського королівства і відправною точкою в падінні останнього християнського оплоту в Святій землі — міста Акри. На падіння Триполі Європа відповіла мовчанням. Хіба що папа Миколай IV відразу ж після падіння міста прислав до Акри на двадцяти галерах 1600 ломбардських найманців. Про те, хто буде виплачувати їм платню, його святість не подумав. І, залишившись без коштів, ломбардські найманці почали грабувати навколишні поселення мусульман.

Прапор Єрусалимського королівства

У серпні 1290 вони влаштували справжній погром у кварталах невірних. Усіх, хто носив бороду, нещадно вбивали. Привід був більш ніж вагомий — нібито до них дійшли чутки, що якусь християнку спокусив сарацин. Ось як описує ці події Жерар Монреальський:
«Коли ці люди були в Акрі, перемир'я, яке король уклав з султаном, добре підтримувалося обома сторонами, і бідні прості сарацини увійшли в Акру і принесли на продаж своє добро, як вони вже робили. Волею диявола, який охоче вишукує погані справи серед добрих людей, сталося так, що ці хрестоносці, які прибули, щоб творити добро і заради своєї душі, на допомогу місту Акрі, сприяли його знищенню, бо вони промчали по землі Акри і придали мечу всіх цих бідних селян, які несли на продаж в Акру своє добро, пшеницю та інші речі, і які були сарацинами з обгороджених тинами хатин Акри; і точно так само вбили багатьох сирійців, які носили бороди і яких вбили за їх бороди, приймаючи за сарацинів; ця справа була дуже поганим вчинком, і це стало причиною взяття Акри сарацинами, як ви почуєте…»

Прапор Мамлюкського султанату

Місцеві лицарі зупинили мародерів і взяли їх під варту, але про це донесли Калауну. Той розлютився, заявив, що перемир'я порушено християнами, і направив до Акри лист з вимогою покарати винних. Але міська рада, під тиском колишнього тирського архієпископа Бернара, який відповідав перед Папою за цей контингент, відмовилася засудити винних, вказуючи на те, що вони як хрестоносці, знаходяться під виключною юрисдикцією Папи.
Тоді Гійом де Боже, Великий Магістр ордена Храму, як стверджує хроніст, запропонував обдурити султана, замість винних стративши вже ув'язнених у міській в'язниці злочинців. Жерар Монреальський далі розповідає, що ця пропозиція не пройшла на міській раді, і султанові у відповідь було направлено якесь розпливчасте послання, після якого той вирішив розпочати війну.
Про те, що султан всерйоз вирішив скористатися інцидентом і розірвати договір у будь-якому випадку, свідчить те, що він зібрав раду імамів для релігійно-юридичного обґрунтування справедливості своїх дій. Гійом де Боже відправив до Калауна ще одне — власне — посольство з проханням про мир, і той зажадав викупу — по одному цехину за кожного містянина. Міська рада знову відкинула пропозицію.
Крім високих моральних засад, Калаун керувався у своїх діях і чисто земними інтересами. Після взяття Триполі, він уклав з королем Кіпру Генріхом II перемир'я на два роки, два місяці, два тижні, два дні та дві години.
Крім того, навесні 1290 Калаун уклав торгову угоду з Генуєю, а також оборонний союз з Арагонським королем, що докорінно змінило співвідношення сил на Близькому Сході.
Тепер, зробивши своїми союзниками генуезців, султан Єгипту не мав потреби в Єрусалимському королівстві, як у торговельному посереднику між Заходом і Сходом, а в Акрі — як торговому центрі. Для знищення останнього оплоту франків у Святій землі, а ним після падіння Триполі стала Акра, йому потрібен був привід, якого не довелося довго чекати.
У жовтні 1290 року в султанаті, що об'єднував Сирію і Єгипет, почалася мобілізація та підготовка облогової техніки. Султан Калаун присягнув на Корані не опускати зброї доти, доки не буде вигнаний останній з франків. З вуст 70-річного старця ця клятва звучала особливо вагомо.
Виконати її султанові не довелося — 4 листопада, відбувши з Каїра в свою ставку, султан Калаун раптово захворів і 10 листопада помер. Його смерть лише на кілька місяців затримала наступ. Син Калауна Халіл ще біля смертного одра батька поклявся, що поховає його з почестями, лише коли Акра буде стерта з лиця землі.
У березні 1291 Халіл вступив у Палестину. Сирійські загони приєдналися до нього на початку травня.
Султанські хроністи розповідають, що якийсь Абу-ль-Фіда, якому було тоді лише 18 років, брав участь у битві разом зі своїм батьком. Йому була довірена одна з катапульт під назвою «Переможна», яку довелося транспортувати до околиць міста в розібраному вигляді.
«… Вози були настільки важкими, що перевезення зайняло у нас більше місяця, тоді як у звичайних умовах для цього вистачило б восьми днів. Після прибуття майже всі бики, що тягнули вози, загинули від виснаження та холоду. Битва почалася відразу ж, — продовжує наш хроніст. — Ми, люди з Хами, були поставлені на самому правому краю. Ми знаходилися на березі моря, з якого на нас нападали франкські барки з встановленими на них башточками. Ці споруди були захищені дерев'яними щитами і коров'ячими шкірами, і вороги стріляли з них у нас із луків та арбалетів. Нам доводилося таким чином боротися на два фронти: проти людей Акри, що знаходилися перед нами, і проти їх флотилії. Ми зазнали великих втрат, коли, доставлена одним із суден, катапульта стала обрушувати на наші намети уламки скель. Але одного разу вночі піднявся сильний вітер. Під ударами хвиль судно стало так розгойдуватися, що катапульта розламалася на шматки. У другу ніч загін франків зробив несподівану вилазку і дійшов до нашого табору. Але в темряві деякі з них стали спотикатися об мотузки, що натягують намети; один з лицарів навіть упав у відхоже місце і був убитий. Наші вояки встигли прийти до тями, напали на франків і змусили їх повернутися в місто, залишивши на місці бою багато мертвих. Наступного ранку мій двоюрідний брат аль-Малік-аль-Музаффар, правитель Хами, велів прив'язати голови вбитих франків до ший коней, яких ми у них взяли, і відправив їх у подарунок султанові.»

## Розстановка сил

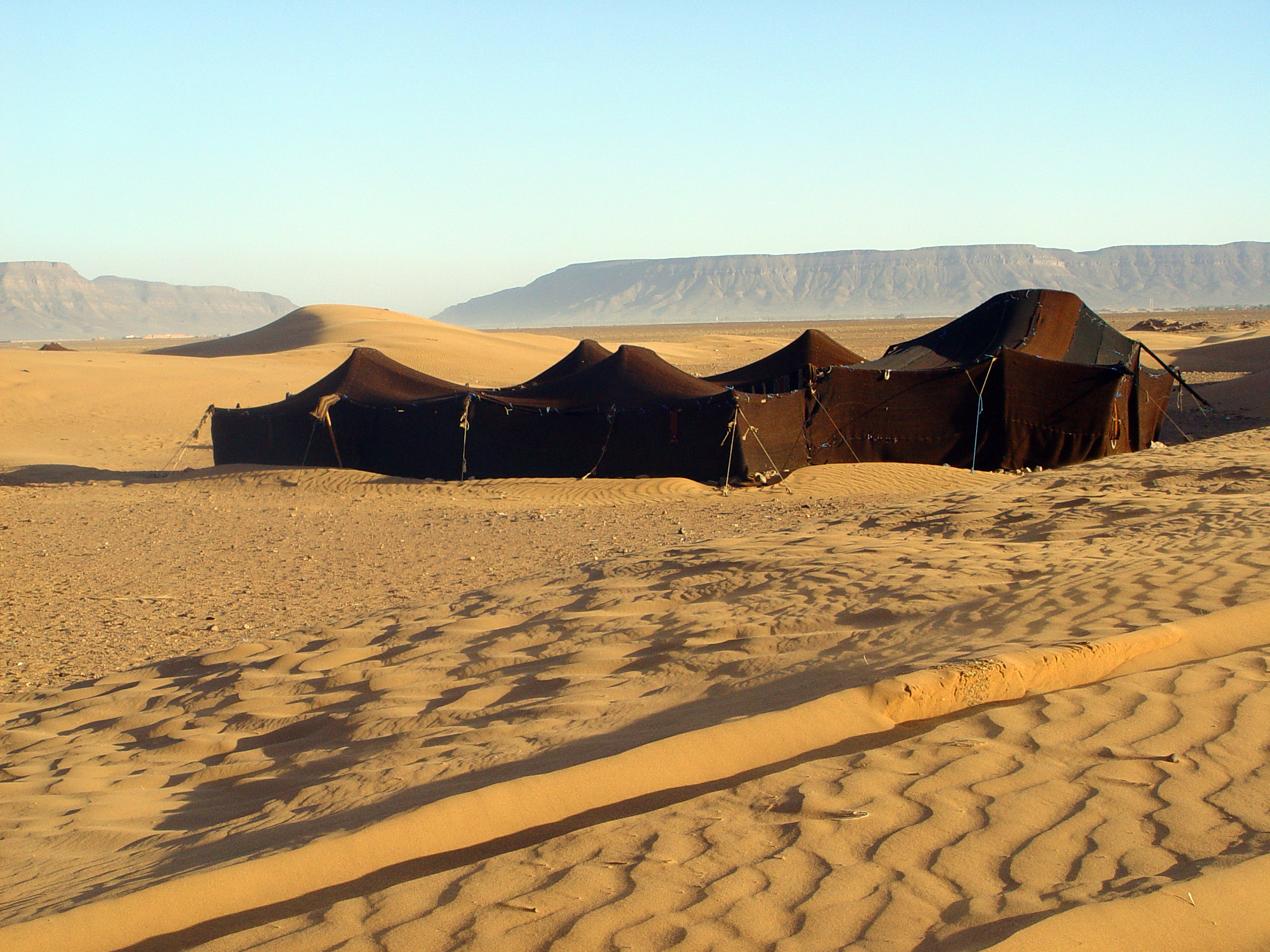
Шатри берберів

«Султан султанів, цар царів, повелитель повелителів … могутній, грізний, каратель заколотників, переможець франків, і татар, і вірмен, що вириває фортеці з рук невірних … вам, магістру, шляхетному магістру ордена Храму, щирому і мудрому, привіт і наша добра воля. Оскільки ви — справжній чоловік, ми посилаємо вам послання про нашу волю і доводимо до вас, що ми йдемо на ваші загони, щоб відшкодувати нанесений нам збиток, тому ми не бажаємо, щоб влада Акри посилали нам ні листи, ні подарунки, бо ми їх більше не приймемо» — це витримка з послання султана Халіла Великому магістру Ордена тамплієрів Гійому де Боже. 
У безсилому відчаї батьки міста все ж не знайшли нічого кращого, як направити до свого супротивника послів. Зрозуміло, від підношень він, як і обіцяв, відмовився, а посланців кинув у темницю. Зі стін фортеці обложені бачили безкрайню рівнину навколо Акри, покриту наметами, поставленими мотузка до мотузки.
«І намет султана, який називається „дехліз“, стояв на високому пагорбі, там, де була гарна вежа і сад і виноградники ордена Храму, і цей „дехліз“ був весь червоний, з відкритими в бік міста Акра дверима, і це було зроблено султаном тому, що кожен знає: куди відкриті двері „дехліза“, цією дорогою має йти султан…» 
Разом з султаном цією дорогою пройшли його воїни — за різними оцінками, від 85 тисяч до 600 тисяч чоловік. Крістофер Маршалл у своїй праці «Військова справа на Близькому сході 1191—1291 рр..», посилаючись на хроністів, називає такі цифри:
- 70 000 кавалерії і 15 000 піхоти («Діяння кіпріотів»).
- 40 000 кавалерії і 200 000 піхоти («Плач про падіння Акри»).
- 200 000 кавалерії і «безліч» піхоти («Хроніка св. Петрі»).
- Всього 600 000. (Людольф Садхеймскій)

Але, ймовірно, хроністи, які, до того ж писали свої роботи вже у XIV столітті, наводять цифри, що мало відповідали реаліям епохи. Схоже, стандартні «сто тисяч» були не числом, а просто ідіоматичною формою, на кшталт «тьми» в руських літописах. Безумовно, мамелюки перевершували числом армію хрестоносців, але не становили більшої загрози, ніж монголи, і були не такі численні. Склад армії визначити ще важче, ніж її кількість.
Безпосередньо мамелюки — добірна гвардія султана, являли собою одне з найбоєздатніших військових формувань свого часу. Більшість вояків були в дитинстві куплені на невільничих ринках і спеціально навчені військового ремесла. Досконалі машини для вбивства, в яких неупередженість фанатиків химерно поєднувалася з затятим темпераментом Сходу. Чисельність цієї регулярної армії коливалася від 9 до 12 тис. чоловік (за деякими джерелами до 24 тисяч), основу якої становили загони кінноти під командуванням 24 беїв з середовища великих феодалів.
Важко сказати, який відсоток від загального числа мамелюкського війська представляли кінні, а який піхота. Багато дослідників схиляються до думки, що кінноти було більше. Інша частина армії являла собою мобілізованих селян і городян. При своїй численності, вона не мала практично ніякого бойового потенціалу і використовувалася для саперних і підсобних робіт.
У «Плачі про погибель Акри» наводиться диявольське число — 666. Стільки облогових машин нарахував у ворога його автор, домініканський чернець Рікольдо де Монте Кроче. Швидше за все, ця цифра теж перебільшена. Найвірогіднішою як технічно, так і організаційно є згадка про 92 облогові машини — але серед них виділялися чотири гігантських балісти, кожен з яких мав власне ім'я, а тому наводив на оборонців воістину священний жах. Під час стрільби одну машину обслуговувало не менше чотирьох людей, великі машини — близько 20 осіб.
З точки зору економічної, навіть цифра 100 000 загального числа учасників кампанії з боку султанату є завищеною. Навколишні землі були розорені й не дозволяли прогодувати таку армію, а доставка продовольства із Сирії та Єгипту здорожувала експедицію в кілька разів. Військо складалося з трьох частин — військо з Хами, військо з Дамаску й військо з Єгипту. Армія висувалася до Акри з двох сторін, з Каїру та Дамаску. Як свідчить очевидець, похідний лад із Сирії розтягнувся до Кармели (20 км), а з Єгипту — до Карубськіх гір.

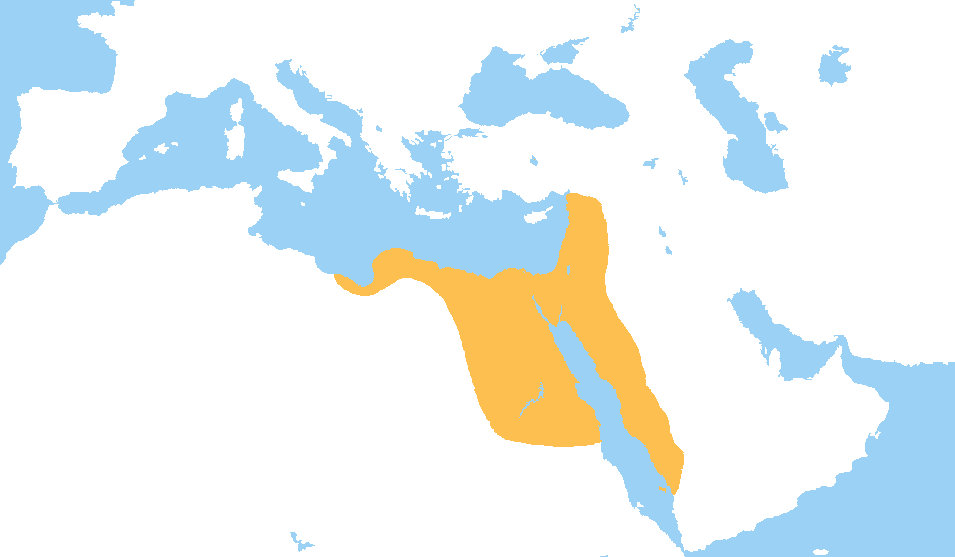
Мамлюкський султанат в 1279 році

Безумовно, навесні 1291 Акра являла собою одну з найсучасніших, і саму потужну фортецю регіону. Вона мала відмінну фортифікацію зовнішніх стін і внутрішню міську архітектуру, яка дозволяла перетворити майже всі її квартали в окремі, добре укріплені осередки оборони. Зовнішня стіна оперізувала місто з усіх боків і була з боку моря одинарна, а із суходолу подвійна. Місто було поділено великою стіною на дві частини — безпосередньо Акра і колишнє передмістя Монмазар. У цей час місто було наповнене біженцями із захоплених мусульманами міст, і являло собою суміш з військового табору і найбільшого торгового порту. Він складався з сімнадцяти відокремлених спільнот, кожна з яких була фактично окремою фортецею в середині міських стін.
Що стосується чисельності військ, що знаходяться в місті під час облоги, та їхнього складу:
- 700—800 кінних і 14 000 піхоти («Діяння кіпріотів»)
- 900 кінних і 18 000 піхоти («Плач про погибель Акри»)
- 1200 лицарів і всього 30 000 війська (James Auria, «Annales»)

На жаль, ніде не зазначено те, що є основним інтересом для аналізу: кількість стрільців — лучників і арбалетників, а також наявність, кількість і характер баліст, або катапульт. Якщо звернутися до непрямих джерел, то можна визначити кількість і склад захисників більш об'єктивно.
Тамплієри і госпітальєри, за оцінками фахівців, у другій половині XIII століття, разом мали не більше 500 братів-лицарів, і, відповідно до загального індексу збройних сил орденів, могли виставити військо загальною чисельністю до 5000 бойових одиниць.
Тевтонці мали деякий контингент в Акрі, загальну чисельність братів німецьких орденів після розгрому в Прибалтиці, і нового набору в Європі становила близько 2 000 братів, основна частина яких перебувала на півночі.
- Лицарі ордену св. Фоми Акрского — 9 лицарів і Магістр .

- Лазарити, Лицарі Ордену св. Гробу Господнього і лицарі Ордену Святого Духа, згадуються як захисники міста, але у вкрай малій кількості.

Для оборони міста стіни були поділені на чотири сектори. Тамплієри і госпітальєри відповідали за захист лівого флангу — від узбережжя до воріт св. Антонія, а лицарі «малих орденів» склали зведений ескадрон. Далі розташовувалися війська «зведеного загону» тевтонців і лазарітів, потім французький контингент разом з лицарями Ордена св. Фоми, під командуванням сенешаля Жака де Гралл, війська кіпрського королівства під командуванням конетабля Аморі де Лузіньяна. На правому фланзі перебували венеційці і «папські найманці», які прибули в 1290 р., а за ними пізанці і міське ополчення.

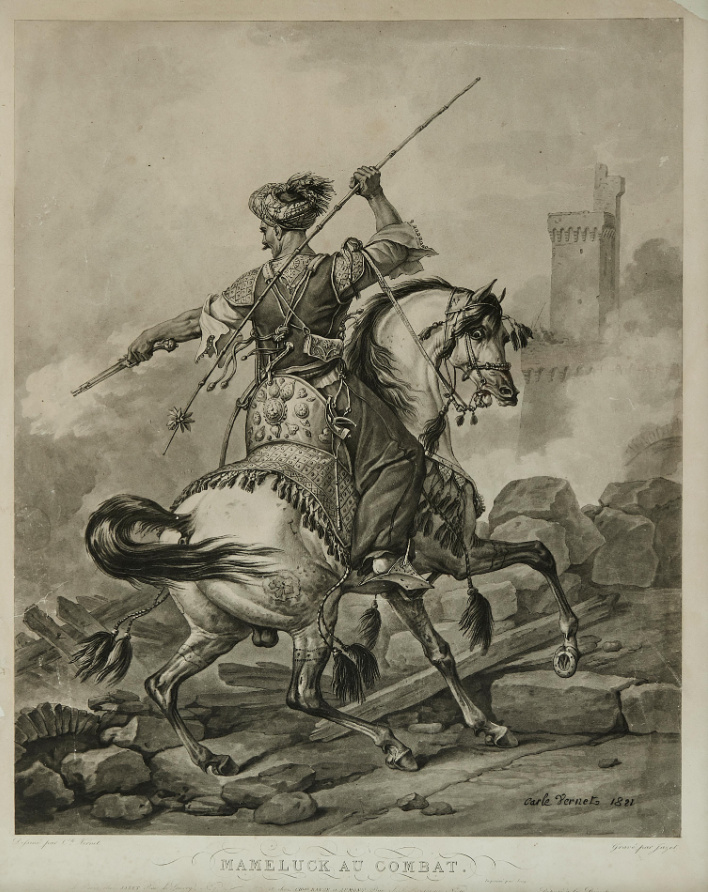
Мамелюк

Якщо виходити з того, що відповідальність за стіни і вежі була розподілена пропорційно наявним у розпорядженні силам, то сектора тамплієрів і госпітальєрів склали близько 40 %, а інші (ордена, французи, кіпріоти, венеційці, хрестоносці, пізанці, ополченці) — 60 %. Цей розрахунок показує, що загальне число військ було ближче всього до цифри, наведеної в «Діяннях кіпріотів».
Таким чином, до початку облоги, обраний міською радою ватажком Гійом де Боже мав під рукою не більше 15 000 солдатів, з них 650—700 кінних лицарів.
Дослідники давно вже вивели загальноприйнятий для епохи холодної зброї «норматив» — 1—2 людини на метр стіни і в середньому 50 осіб на вежу. Протяжність подвійних стін Акри — близько 2 км. На них височіли 23 вежі. Простий математичний підрахунок показує — для захисту веж досить півтори тисячі осіб. Охорона ж 4 тисяч метрів стін у три зміни вимагала близько 14 500 вояків. Приблизно стільки їх і було.
Опис бойових дій показує, що у захисників було багато арбалетників, але нічого не говориться про міську артилерію. Єдине, про що мимохіть згадується в хроніках, це про застосування метальних машин, які були встановлені на кораблях. Місто було деблоковане з боку моря, не мало нестачі в прісній воді, продовольстві, боєприпасах, мало регулярне водне сполучення з рештою уцілілими фортецями Латинського Сходу і островом Кіпр.
Чисельність, підготовка, і склад озброєнь захисників міста були достатні для його ефективного захисту, і дозволяли обороняти стіни від багаторазово переважаючих сил противника. Тим не менш, оборона Акри була зломлена мамелюками всього за двадцять сім днів.
Літописці минулого не були безпристрасні — у словах безіменного автора змішалися ті самі гнів і біль, які володіли захисниками древньої цитаделі …

"Сила-силенна людей всіх народів і мов, спраглих християнської крові, зібралося з пустель Сходу та Півдня; земля двигтіла під їхніми кроками, і повітря тремтіло від звуку їхніх труб і з цимбалами. Сонячні відблиски від їх щитів виблискували на віддалених пагорбах, а наконечники їх копій світилися, як незліченні зірки на небі. Коли вони йшли, їх піки нагадували густий ліс, що росте із землі і покриває все навкруги … Вони бродили навколо стін, шукаючи в них слабкі місця і поломки; одні гарчали, як собаки, інші ревли, як леви, інші мукали і ревли, немов бики, деякі били в барабани кривими палицями за своїм звичаєм, інші метали дротики, кидали каміння, пускали стріли з арбалетів. Не залишалося жодної надії врятуватися, але морський шлях був відкритий; в гавані стояло безліч християнських суден і галер тамплієрів і госпітальєрів; все-таки два великих чернечих і військові ордени визнали неприйнятним відступити на сусідню дружній острів Кіпр. Вони відмовилися порушити навіть в останній крайності свій борг, який вони присягнулися виконувати до останньої краплі крові. Протягом 170 років їх мечі постійно оберігали Святу землю від нечестивих вторгнень мусульман; священна земля Палестини була всюди полита кров'ю найкращих і найхоробріших лицарів, і, вірні своїм обітницями і своєму лицарському призначенню, вони тепер приготувалися поховати себе в руїнах останньої твердині християнської віри. Старі і хворі, жінки і діти були відправлені морем на християнський острів Кіпр, і нікого не залишилося в приреченому місті, крім тих, хто був готовий битися, захищаючи його, або прийняти мучеництво від рук невірних… " 
Гійом де Боже, великий магістр тамплієрів, учасник сотень битв, прийняв командування гарнізоном, який складався приблизно з 120 добірних лицарів-тамплієрів і госпітальєрів та загону в 500 піших і 200 кінних воїнів під командуванням короля Кіпру. Ці сили були розбиті на чотири підрозділи, кожен з яких обороняв свою ділянку стіни; першим з них командував Гуго де Грандісон, англійський лицар.

## Облога Акри. 5 квітня— 17 травня 1291
5 квітня султан Аль-Ессераф прибув з Каїра, розмістив свою ставку в міському передмісті Тал аль-Фукар, і його війська зайняли свої позиції. 6 квітня офіційно почалася облога Акри. Через два дні прибули і були встановлені на позиції каменемети, які 11 квітня почали регулярний обстріл стін і веж.

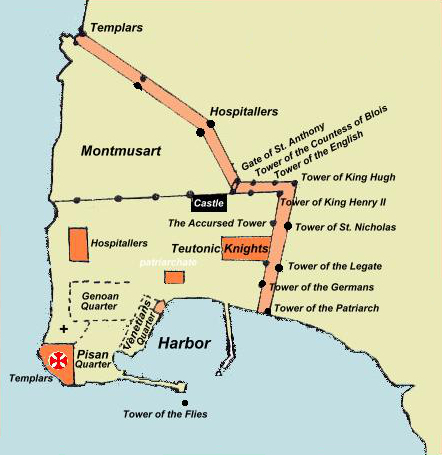
Карта Акри в 1291 р.

«Одна з машин, яку називали Хавебен [габ-дан — л́юта], інакше сказати — Гнівна, знаходилася перед постом тамплієрів; а інша машина, що метала на пости пізанців, називалася Мансур, тобто Переможна; наступна, велика, яку я не знаю, як назвати, метала на пости госпітальєрів; і четверта машина метала у велику вежу, звану Проклята вежа, яка стоїть на другій стіні і яку захищав королівський загін. У першу ніч вони поставили великі щити, і щити, зроблені із прутів, вишикувалися перед нашими стінами, і на другу ніч вони наблизилися ще, тож наближалися, доки не підійшли до водяного рову, і за названими щитами були воїни, що зійшли зі своїх коней на землю з луками в руках». 
З 11 квітня до 7 травня облога міста носить уповільнений характер з боку нападників. Каменемети методично обстрілюють стіни, солдати намагаються засипати рів, але їх відганяють від стін арбалетники. А ось захисники навпаки, постійно роблять активні дії. Важка лицарська кавалерія, очевидно, ніяк не могла бути використана всередині міста, і воєначальники резонно шукають можливості для її ефективного застосування.
За деякими джерелами, в перший тиждень облоги тамплієри організували велику вилазку, внаслідок якої захопили і привели в місто 5 000 полонених. Ця інформація, яку приводить хроніст Ланкрост, відрізняється від того, що пише автор «Діянь кіпріотів», але, тим не менш, з цих цифр можна зробити висновок, що було дійсно захоплено багато полонених, що в свою чергу означає: основну частину армії загарбників становили ненавчені ополченці. Ніде далі про долю такого неймовірного числа полонених не згадується.
Гійом де Боже запропонував вивезти з міста морем десант, і дати бій під стінами фортеці у відкритому полі. Але характерні для Середземномор'я весняні грози перешкодили здійсненню цих планів. 13—14 квітня хрестоносці зробили рейд на правий фланг війська мамелюків, але кораблі розсіяла буря, і командири воліли більше не ризикувати.
У ніч з 15 на 16 квітня тамплієрами була організована нічна вилазка на табір армії Хама. Вона починалася добре, але, як стверджує хроніст, коні в темряві заплуталися в розтяжках наметів, і помітний результат не був досягнутий.
Наступна вилазка була організована госпітальєрами в ніч з 18 на 19 квітня проти південного флангу, але вона також закінчилася безуспішно, оскільки мамелюки були напоготові і виставили караули. Після цього було вирішено припинити контратаки — вони не приносять помітних результатів, але приводять до великих втрат.

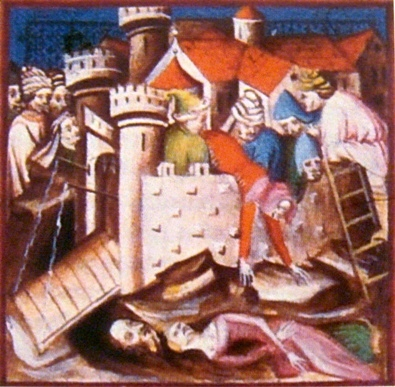
Середньовічна картина облоги Акри

«І коли настав день, наші люди на раді висловили думку вийти з усіх кінців на конях та пішими і спалити дерев'яну споруду; таким чином, монсеньйор магістр ордена Храму і його люди, і месір Жан де Грансон та інші лицарі підійшли вночі до Ладрських воріт, і наказав магістр одному провансальцеві, який був віконтом Борти в окрузі Акри, підпалити дерев'яну споруду великої машини султана, і вони вийшли в цю ніч і опинилися близько дерев'яного сараю, і той, хто повинен був кинути вогонь, злякався і кинув так, що [вогонь] відлетів недалеко і впав на землю і загорівся на землі. Всі сарацини, які перебували там, вершники й піші, були вбиті, а наші люди, всі брати і лицарі, заїхали настільки вперед між наметами, що їх коні заплуталися ногами в мотузках наметів і спіткнулися, і тоді сарацини їх перебили, і таким чином ми втратили цієї ночі вісімнадцять вершників, братів ордена Храму і лицарів-мирян, але захопили багато сарацинських щитів [великих] і маленьких, і труби, і литаври.
Від місяця було видно, як удень, і султан Хами, який охороняв цей сектор фронту, зібрав дві тисячі вершників, перед якими невеликому загону з трьохсот воїнів, що оточував магістра ордену Храму, довелося відступити. Вилазки, які пропонувалося здійснити через інші ворота міста, не відбулися, тому що сарацини були попереджені і підготувалися до захисту.

Інша нічна атака, — цього разу безмісячної ночі, — вдалася нітрохи не краще, „сарацини були повідомлені і влаштували таке освітлення сигнальними вогнями, що здавалося, у них був день і атакували настільки сильно наших людей стрілами, що здавалося, що це дощ.“» 
Після невдалих вилазок у місті почалася евакуація.
До кінця квітня інженери султана закінчили підготовку облогової техніки, і четвертого травня почався масований обстріл, який тривав десять днів без перерви. У цей же день, 4 травня в Акру прибув король Генріх на 40 суднах. Він привіз свої війська — близько 100 кіннотників і 3 000 піхотинців.
7 травня Генріх відправив парламентерів до аль-Ессерафa з пропозицією миру, але той вимагав здачі міста, не припинивбомбардування і врешті-решт, мало не стративши послів, відповів категоричною відмовою. Восьмого травня внаслідок бомбардування зруйновано барбікен перед королівською вежею, і захисники його залишили.
Аль-Ессераф почав штурм стін навпроти «королівського» сектора. Схоже, що прибуття підкріплення з Кіпру тільки посилило тиск з боку ворога, і ось, на третій день після переговорів, у ситуації настав кардинальний перелом. У результаті підкопів і бомбардувань впали Англійська вежа, вежа графині де Блуа, стіни біля воріт св. Антонія, і стіни біля вежі св. Миколая (тобто практично вся частина укріплень, яка перебувала у франко-кіпрському секторі). 15 травня звалилися зовнішні стіни Королівської вежі.
Інженери мамелюків створили екран, який дозволив саперам вночі проти 16 травня в районі воріт святого Антонія (на стику між сектором госпітальєрів і французьким сектором) пробити широкий прохід. Мамелюкський правитель Керак, Бейбарс аль-Мансурі, залишив свої спогади про облогу Акри в хроніках, відомих як Zubdat al-Fikra fi Tarikh al-Hijra.
Він згадував, як наприкінці облоги Акри одна з башт хрестоносців була сильно пошкоджена мангонелами, які зробили розрив між вежею і головною стіною. Але цей пролом був захищений арбалетниками ворога, так що мамелюки не могли почати завалювати рів, щоб дістатися до пролому.
Вночі Бейбарс використовував щити, обшиті зсередини повстю, які він описує, «мають форму довгої білої хмари», що були вертикально підняті за допомогою системи щогл і канатів, подібно оснащенні корабля. Переховуючись за цим екраном, Бейбарс і його люди засипали рів, створивши перехід, який армія султана використала для штурму міста. Але війська госпітальєрів і тамплієрів поставили в пролом «кішку», організовують контратаку, і відбили противника.

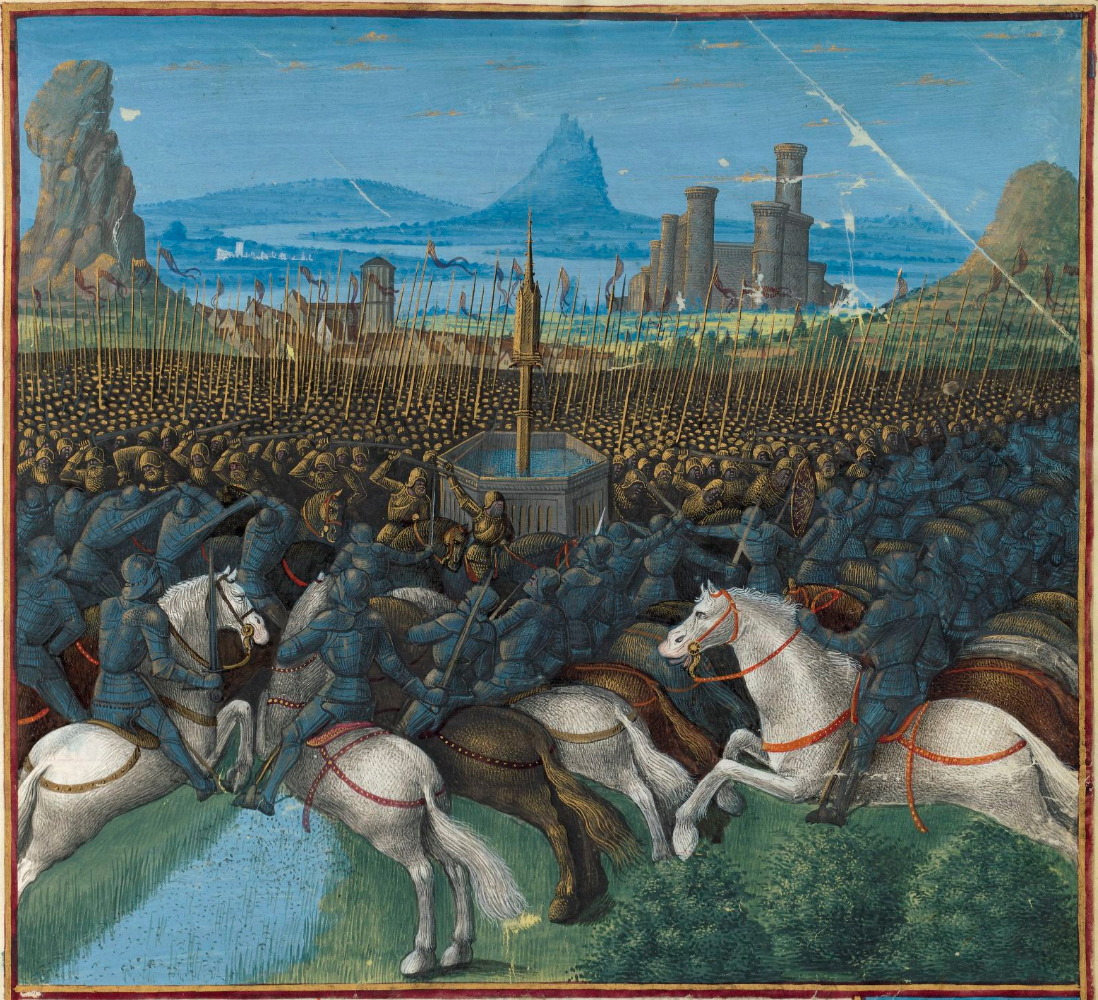
Тамплієри в битві при Хаттіні, 1187

Генріх і його брат, конетабль Аморі відкликали свої війська, відвантажилися на кораблі та залишили місто. Відхід військ Генріха Кіпрського фактично залишив центральну частину зовнішніх стін без захисту, і 16 травня війська мамелюків під прикриттям щитів просунулися вперед. У цей час кіпріоти, венеційці, пізанці, а також місцеві жителі вантажилися на кораблі. Тамплієри і госпітальєри з лівого крила неодноразово (не менше трьох разів) вибивали атакуючих з покинутого захисниками центрального сектора, і збудували барикади.
Але мамелюки, користуючись чисельною перевагою і не рахуючись із втратами поверталися назад, і врешті-решт, знищили стіни і башти, роблячи пролом завдовжки 60 ліктів. Після того, як стіни і башти були зруйновані, султан призначив генеральний штурм на ранок 18 травня.

## Штурм 18—20 травня 1291
Атака почалася зі світанком по всьому центральному сектору. Королівські загони, що залишилися в місті, відійшли до сектора госпітальєрів і тамплієрів, ті намагалися відбити захоплені стіни, але безуспішно. У цей же самий час, при спробі зібрати захисників у контратаку, був смертельно поранений Гійом де Боже.
 «Магістра ордена Храму випадково наздогнала стріла, коли магістр піднімав свою ліву руку, і на ній не було щита, тільки дротик у правій руці, і стріла ця вдарила йому під пахву, і очерет увійшов у його тіло».
Магістр озброївся поспішно і носив тільки легкі лати, з'єднання яких не закривали добре боків.
І коли він відчув, що поранений смертельно, він одійшов, а подумали, що він іде добровільно, щоб врятувати себе і свій прапор і побігли перед ним, і тоді вся його свита пішла за ним. І оскільки він відходив, добрих двадцять хрестоносців з Долини Сполетто підійшли до нього і сказали: «Ах, Бога ради, сір, не йдіть, бо місто скоро буде втрачено». І він відповів їм голосно, щоб кожен чув: «Сеньйори, я не можу, бо я мертвий, бачите удар». І тоді ми побачили занурену в його тіло стрілу. І при цих словах він кинув дротик на землю, схилив голову і почав падати з коня, але його свита зістрибнула на землю зі своїх коней і підтримала його, і зняла з коня, і поклала на кинутий щит, який вони там знайшли і який був дуже великий і довгий.
Слуги пронесли його в місто по містку, через водяні рови і потайний хід, що вели до палацу Марії Антіохійської. Тут вони зняли з нього зброю, розрізавши ремені лат на плечах, потім загорнули його в ковдру і віднесли на берег. Оскільки море залишалося бурхливим, і ні один човен не міг пристати, свита перенесла магістра в орденську резиденцію, протягнувши носилки через пролом у стіні.
І цілий день він лежав у Храмі, не розмовляючи, за винятком одного слова, коли він почув шум людей, які тікали від смерті, і запитав, що це, і йому сказали, що люди б'ються, а він звелів, щоб їм дали спокій, і відтоді не розмовляв і віддав Богові душу. І був похований перед своїм вівтарем, тобто престолом, де співали месу.
І вподобав йому Бог, бо від його смерті був великий збиток '["Діяння кіпріотів"]. 

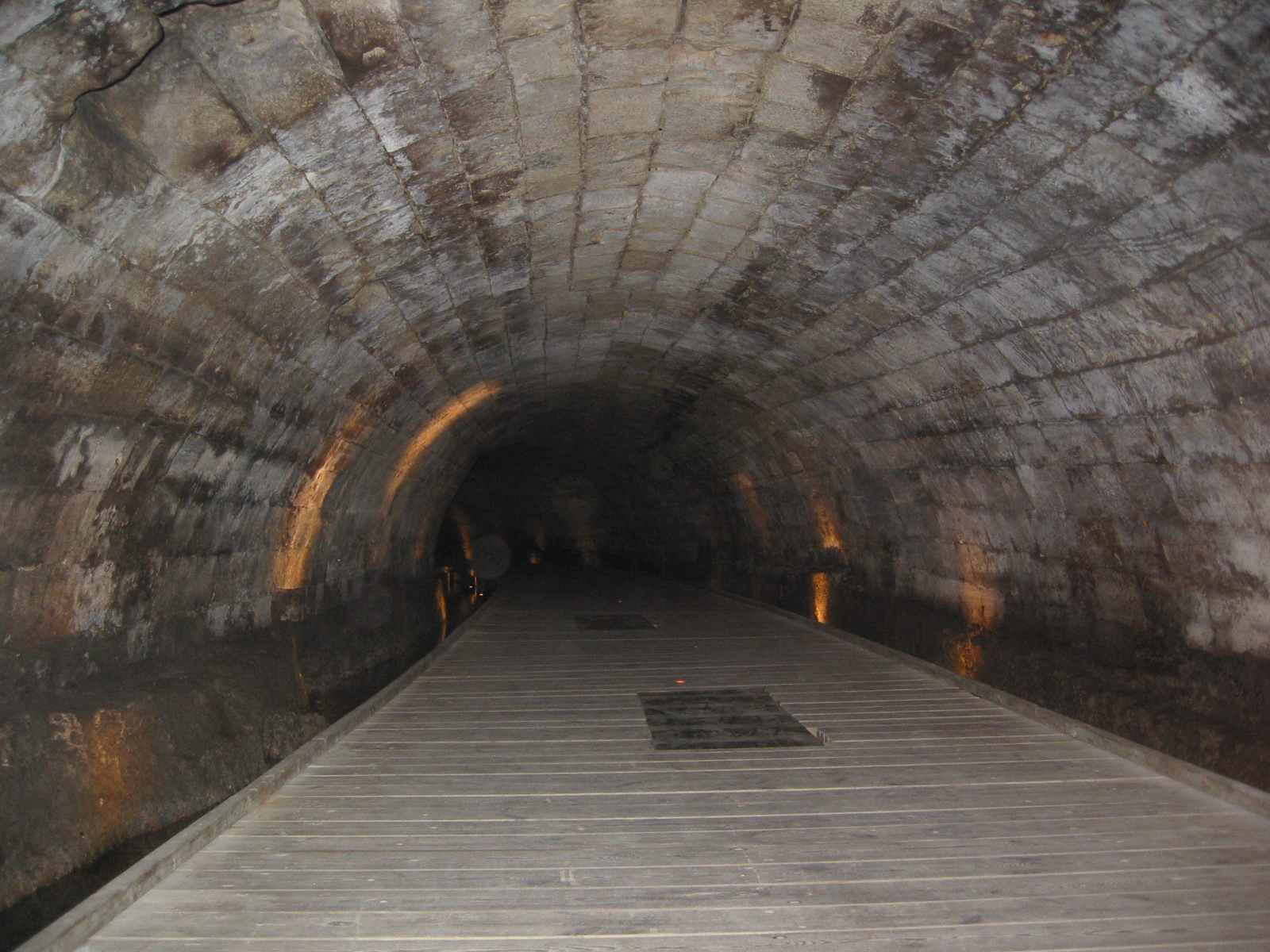
Тунель в Акрі, побудований тамплієрами

Частина госпітальєрів відпливли на Кіпр, везучи свого тяжко пораненого Великого Магістра. Ось що писав Великий магістр госпітальєрів Жан де Вільє з Кіпру Гійому де Вілларе, пріору Сен-Жіль:
"Вони [мусульмани] рано вранці прорвалися в місто з усіх боків великими силами. Ми з конвентом захищали ворота Святого Антонія, де була незліченна кількість сарацинів. Тим не менш, ми тричі відбивали їх, до місця, яке зазвичай називають «Проклятим». Як у цій, так і в інших битвах, брати нашого ордена билися, захищаючи місто, і його жителів і країну, але, мало-помалу ми втратили всіх братів нашого ордена, які удостоєні усіляких похвал, які стояли за Святу Церкву, і зустріли свою останню годину.
Серед них ліг і наш дорогий друг, брат маршал Метью де Клермон. Він був шляхетним лицарем, відважним і досвідченим воїном. Так візьме Господь його душу! У той же самий день я отримав удар списом між плечей, який трохи не став смертельним, що робить для мене дуже важким писання цього листа. Між тим, величезний натовп сарацинів увірвалася в місто з усіх боків, по суші й по морю, просуваючись уздовж стін, які були повсюди пробиті і зруйновані, поки не дісталися до наших укриттів. Наші сержанти, слуги, найманці і хрестоносці і всі інші опинилися в безнадійному становищі, і бігли до кораблів кидаючи зброю і збрую.
Ми і наші брати, величезне число яких було смертельно або важко поранено, захищали їх стільки, скільки могли, Бог свідок! І оскільки деякі з нас прикидалися напівмертвими і лежали в непритомності перед ворогами, мої сержанти і наші слуги винесли звідти мене смертельно пораненого, і інших братів, піддаючи себе величезній небезпеці.

Ось так я і деякі з братів врятувалися з волі Бога, більшість з них поранено і побито без всякої надії на зцілення, і ми прибули на острів Кіпр. У день, коли написано цей лист ми все ще перебуваємо тут, з великим сумом в серці, полонені приголомшливим горем ". 
Тим не менш, вцілілі тамплієри і госпітальєри відбили штурм біля вежі св. Антонія. Другим осередком оборони залишився правий фланг «королівського сектора», який очолив представник короля Англії Отто де Грандісон.
У місті почалася паніка, жителі кинулися в гавань, щоб сісти на кораблі, але на морі почався шторм. Тамплієр Рожер де Флор зміг заволодіти одним з кораблів, і спробував скористатися ситуацією, щоб заробити гроші, які він вимагав зі знатних дам в обмін на їх порятунок. Патріарх Єрусалимський, старий Миколай, намагався досягти кораблів на рейді, але завантажив на свій човен стільки біженців, що човен потонув, а разом з ним загинув і він сам.
У цей же самий час, судячи з усього, залишили свої позиції й почали евакуацію венеційці, пізанці та міське ополчення. До вечора вцілілі захисники міста, ті, хто не рятувався втечею, а також ті, хто через шторм не зміг відплисти і повернувся назад, зібралися в резиденції тамплієрів, і вирішили боротися до кінця, обравши своїм ватажком маршала тамплієрів П'єра де Севрі.

## Оборона у фортеці тамплієрів

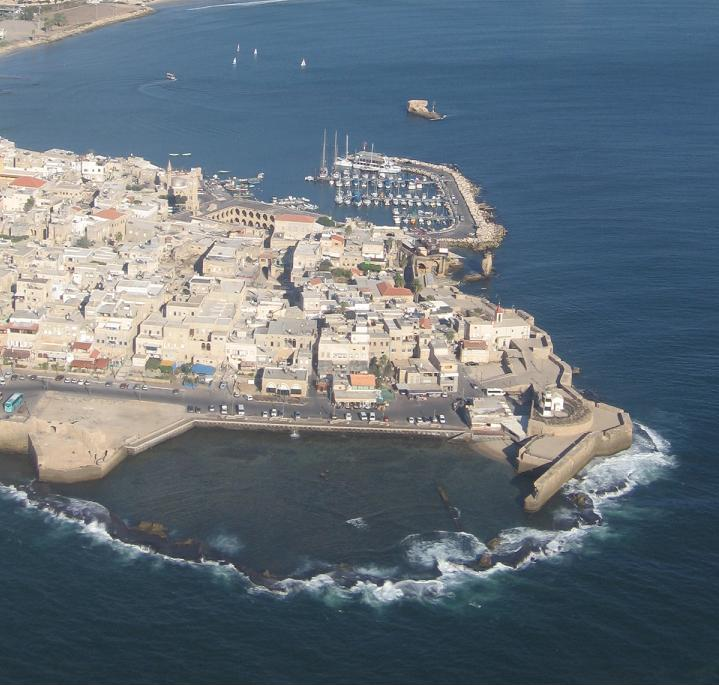
Акра з висоти

Протягом двох днів і ночей всередині міста пануала повна плутанина. Зв'язок ставки султана з військами був втрачений і загони, що прорвалися в місто, ймовірно, зайнялися пограбуваннями, що дало можливість тим, хто вирішив захищати місто до кінця, перегрупуватися. Усі хроністи в один голос відзначають, що полонених було дуже мало. Важко сказати, чи встигли біженці дістатися до галер, але очевидно, що безліч цивільних осіб і захисників потонуло в морі.
До 20 травня всі захисники міста, блоковані раніше у своїх резиденціях, сконцентрувалися у фортеці тамплієрів. Ватажком було обрано маршала ордена Храму П'єр де Севрі. Мамелюки протягом тижня робили спроби взяти штурмом Тампль, але безуспішно. За цей період захисники, користуючись тим, що вони мають вихід до моря, евакуювали цивільне населення, а також скарбницю ордена.
28 травня султан запропонував тамплієрам почесні умови капітуляції — вихід у гавань зі зброєю в руках. У цей же день умови були прийняті захисниками. У гавань увійшли галери, цивільне населення міста в супроводі лицарів залишило Тампль. Знаком капітуляції служив вивішений над вежею прапор ісламу. Але один з емірів, який нишпорив по місту в пошуках поживи, побачивши прапор, вирішив, що фортеця взята, і напав на біженців. Захисники застосували у відповідь зброю і знову замкнулися у фортеці.
29 травня де Севрі з двома тамплієрами вирушив на переговори до султана. Але Аль-Ессераф визнав хрестоносців порушниками клятви, відмовився вислухати парламентарів, і наказав їм відірвати голову.
Ті, захисники, що залишилися живими, забарикадувалися в Магістерській вежі. Сапери протягом доби підрили її фундамент, 30 травня вежа звалилася, мамелюки увірвалися всередину і добили тих, хто вцілів, під уламками.

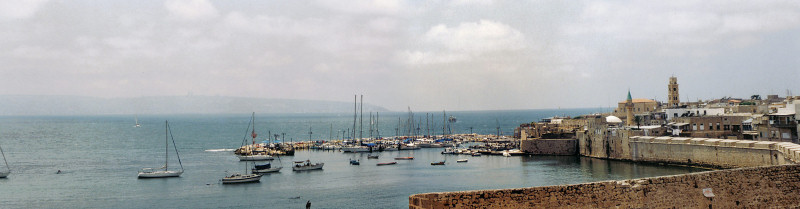
Гавань Акри

## Останні дні Латинського Сходу

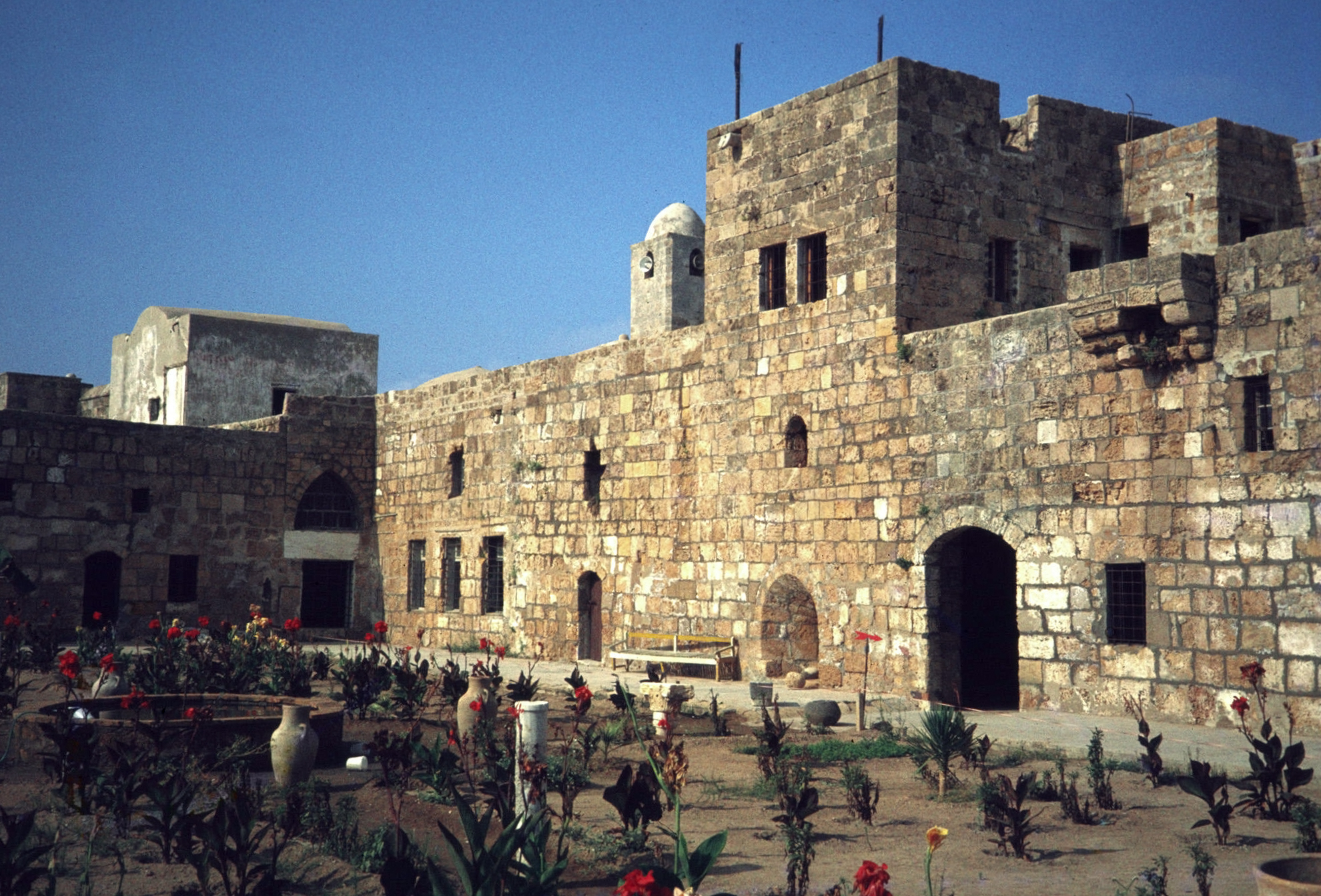
Руїни фортеці Ruad, де хрестоносці спробували створити плацдарм на Святій Землі

Відразу ж після того, як стало відомо про падіння стін Акри, 19 травня, без бою здався Тір. Наприкінці червня був захоплений Сидон. 31 липня зданий Бейрут. Замок пілігримів і Тортоза були залишені тамплієрами між 3 і 14 серпня. Вони відпливли до острова Руада, що не мав води, який розташований в двох милях від Тортози, і утримували його ще протягом двадцяти років.
Аль-Ессераф наказав знищити всі замки, які перебували на узбережжі, щоб франки більше не змогли ними заволодіти.
Близько 1340 року Людольф Садхеймський, німецький священик, писав, що здійснюючи паломництво у Святу землю, він натрапив на двох старих людей, що живуть на узбережжі Мертвого моря. Він заговорив з ними і з'ясував, що вони колишні тамплієри, захоплені в полон при падінні Акри в 1291 р., що з тих пір живуть у горах, відірвані від християнського світу. Вони були одружені, мали дітей, і вціліли, перебуваючи на службі в султана. Вони навіть не здогадувалися про те, що орден Храму був розпущений у 1312 році і Великий магістр був спалений, оскільки відмовився від покаяння як єретик. Ці люди були з Бургундії і Тулузи, вони були репатрійовані протягом року разом з сім'ями. Для того щоб не допустити скандалу, вони були з повагою прийняті Папою, залишені у нього при дворі й там провели решту життя.